# Mitsogho
 (novembre 2013).
Les Mitsogho  sont un peuple bantou d'Afrique centrale établi au centre du Gabon dans la province de la Ngounié. Ils font partie du groupe ethnique Membè, l'un des plus anciens peuples Bantu du Gabon. Bien que minoritaire à l'echelle du Gabon, la tribu Mitsogho est la plus nombreuse des tribus Membè. Les Mitsogho parlent le Tsogo / Ghetsogo, un idiome proche du pindzi, du Kandé, du Dikota, du Ghimbaka, du Gheviya, du Puvi et dans une moindre mesure de l'Omyèné. Les Mitsogho sont la tribu Membè la plus méridionale.
Traditionnellement agriculteurs (agriculture sur brûlis) et matrilinéaires, les Mitsogo sont réputés pour leurs rituels de pratique religieuse, et particulièrement d'initiation, très élaborés, notamment le Bwiti, dont ils sont les principaux précurseurs. Mais aussi d'autres rituels tels que le Mwiri pour les hommes, et le Nyembe pour les femmes.

## Ethnonymie
Selon les sources on observe de multiples variantes : Apidji, Apiji, Apindji, Ashogo, Getsogho, Getsogo, Ghetsogho, Isogho, Isogo, Itsyogho, Mitchôghô, Mitshogho, Mitshogo, Mitsoghos, Mitsogo, Mitsongo, Mitsogos, Nitsogho, Nitsogo, Shogo, Sogo, Tshogho, Tsogho, Tsogo, Tsogos.

## Histoire
Le peuple Mitsogho descend à l'origine du peuple Akandè, ce peuple Bantou venu de l'Est dans la région des grands Lacs jusqu'au bassin de l'Ogooué dans l'actuelle province de l'Ogooué Ivindo.
Au fil du temps, les Akandè se scindent en deux groupes dont les Okani, ancêtres direct des Membè et les proto-myènè, qui sont quant à eux, les ancêtres directs des myènè. les Okani s'installent durant des siècles dans la Lopé-Okanda, c'est dans cette région que naîtra les Simba-Na-Okandè puis les Apindji. 
Par la suite, vers le XI Siècle, certains Okani décident d'aller dans le Sud pas l'Offoué se sont les Pové. Tandis que d'autres migrent vers le sud-ouest en longeant l'Ogooué puis vers le sud traversant ainsi la Ngounié et d'autres rivières se sont les Mitsogho Na Apindji et les Eviya. Les Mitsogho se séparent de leur frères Apindji dans l'actuelle province de la Ngounié et s'établissent dans la région situé entre les rivières Ngounié et Ogoulou. 
c'est dans cette région, quasiment vierge, qu'ils rencontrent certains peuples dons les Babongo, peuple avec lequel ils tissent un bonne relation permettant ainsi au Mitsogho de s'adapter plus facilement à leur nouvel environnement. mais aussi le peuple Akélé, considéré comme le premier peuple Bantou de la région avec lequel les relations n'étaient pas tout aussi favorables.
Quelques temps plus tard, les mitsogho occupent un vaste territoire de forêt dense jalloné de montagne au centre du Gabon qu'ils subdivisent en douze secteurs appelés Mibiyè en langue Ghétsogho notamment: Mapanga, Disengué, Ghesuma, Motongo, Mopindi, Waka, Matendè, Dibwa, Etavo, Mbatsi, Matchèguè et un petit secteur non loin de Matchèghè.

Au milieu de XIX siècle, une famille du clan Motoka quitte le territoire Mitsogho pour s'installer en pays Punu, il fonde les villages des  Dikoka, Mossighe et Etamba, qui, avec trois villages Punu voisins (Dissiala, Tsakounengue et Pahibou), forment plus tard, le regroupement de Moukoko-Mbaka, au nord de la Nyanga. 

## Langue
Ils parlent le tsogo ou encore Ghetsogho une langue bantoue, dont le nombre de locuteurs était estimé à 9 000 en 2007.

## Culture
La culture Mitsogho, héritée des Membè du sud-est du Gabon, est l'une des plus riches, anciennes et structurées du pays. Elle constitue une véritable synthèse de l’identité gabonaise traditionnelle, mêlant spiritualité, artisanat, art, société et quotidien.

### Une culture initiatique et spirituelle profondément enracinée

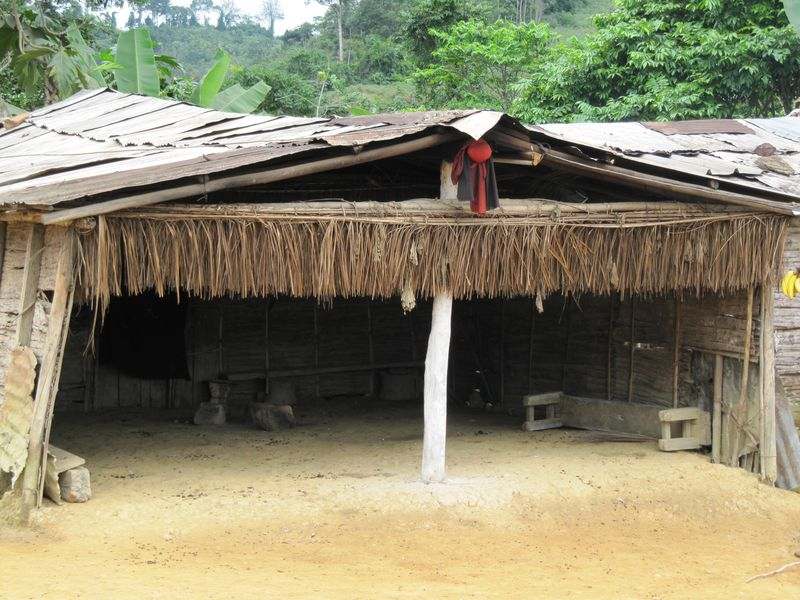
Case bwiti à Mimongo.

Au cœur de la culture Mitsogho se trouve le Bwiti ou Bwété dans l'appellation d'origine, dont ils sont les principaux précurseurs. C'est une tradition initiatique mêlant religion, philosophie, cosmologie et règles sociales. Ils pratiquent plusieurs formes de ce culte : le Bwété Dissumba (strictement masculin), le Bwété Missoko (exceptionnellement mixte) et le Nyembè, réservé aux femmes. Leur spiritualité repose sur l’initiation, les rites de passage, la divination et la relation aux ancêtres, notamment à travers les sociétés du Bwété, Kono, Ya-Mwei, Ombudi et Boo.
ces sociétés initiatiques (Bwété, Kono, Ya-Mwei, Ombudi, Boo…) structurent toute la vie de la communauté. Chaque société a ses propres rituels, symboles, chants, danses, objets et instruments. L’initiation permet à chacun de comprendre les lois du monde, la place de l’homme dans l’univers, et de tisser un lien vivant avec les ancêtres, les génies et les forces invisibles.
Le temple du Bwété (ébandza) incarne cette spiritualité : bâti selon un schéma anthropomorphique, il symbolise le corps humain et la dualité sexuelle du monde, avec ses piliers sexués et ses décorations géométriques chargées de significations ésotériques. Les rituels qui s’y déroulent sont ponctués de musique sacrée, de masques et de symboles peints ou sculptés.

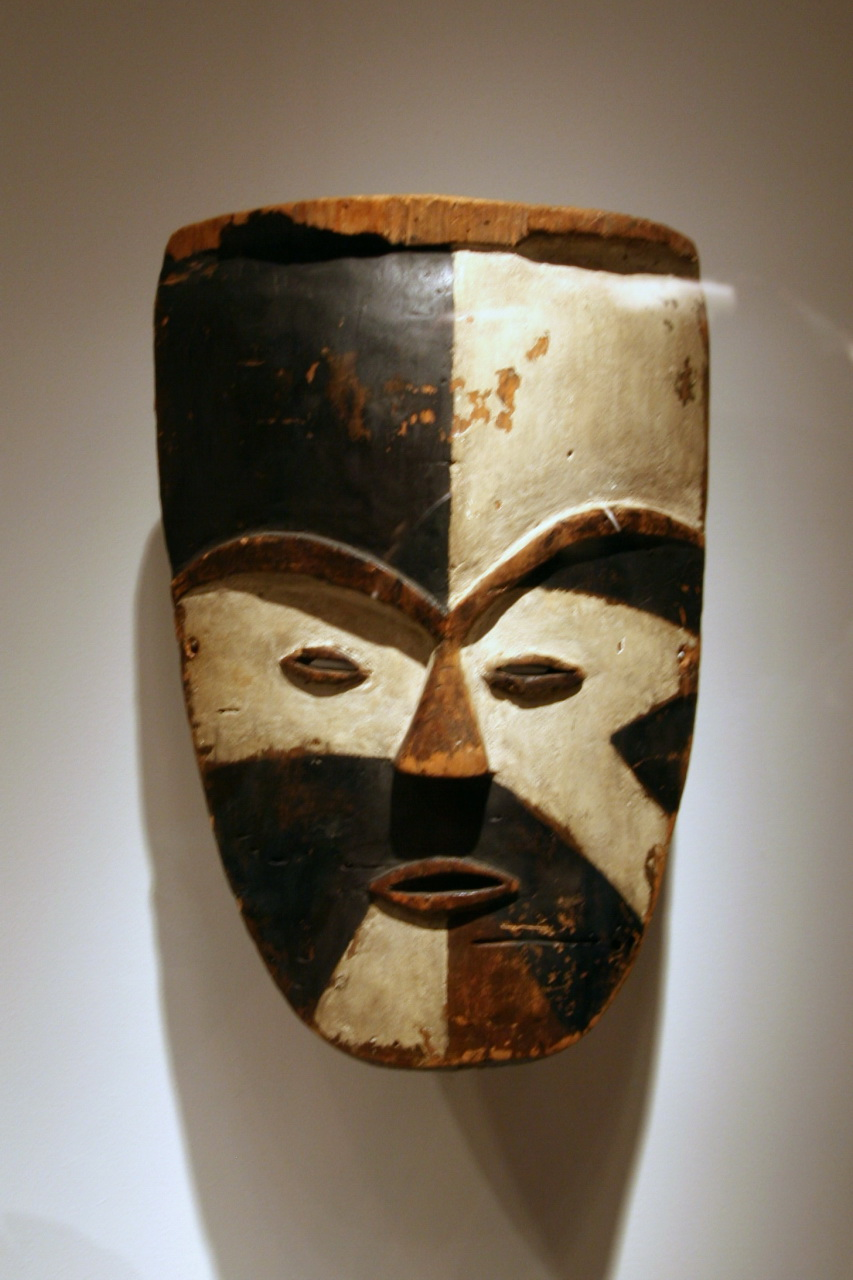
Masque tsogo (région de l'Ogooué).

### Une spiritualité qui s’exprime par l’art
Chez les Mitsogho, l’art n’est jamais décoratif : il est sacré. Chaque sculpture, masque, peinture ou instrument a une fonction rituelle, thérapeutique ou mythologique.
Les masques Mitsogho, couverts de pigments blancs, reconnaissables à leur bouche ouverte et leurs sourcils en forme  de  « M », apparaissent surtout la nuit lors de rites de passage, de mort ou de possession. Ils ne sont pas de simples objets, mais des manifestations vivantes d’esprits ou d’ancêtres.
La statuaire, les planches peintes, les marionnettes et les figurines anthropomorphes représentent des entités spirituelles ou des personnages mythiques. On retrouve des symboles comme le lézard, le serpent ou le gorille, rattachés à des récits fondateurs (comme la découverte de l’iboga par le gorille ou les migrations portées par des serpents-pirogues). Ces objets sont chargés rituellement, parfois avec des substances animales, végétales ou humaines, pour leur conférer un pouvoir protecteur ou curatif.

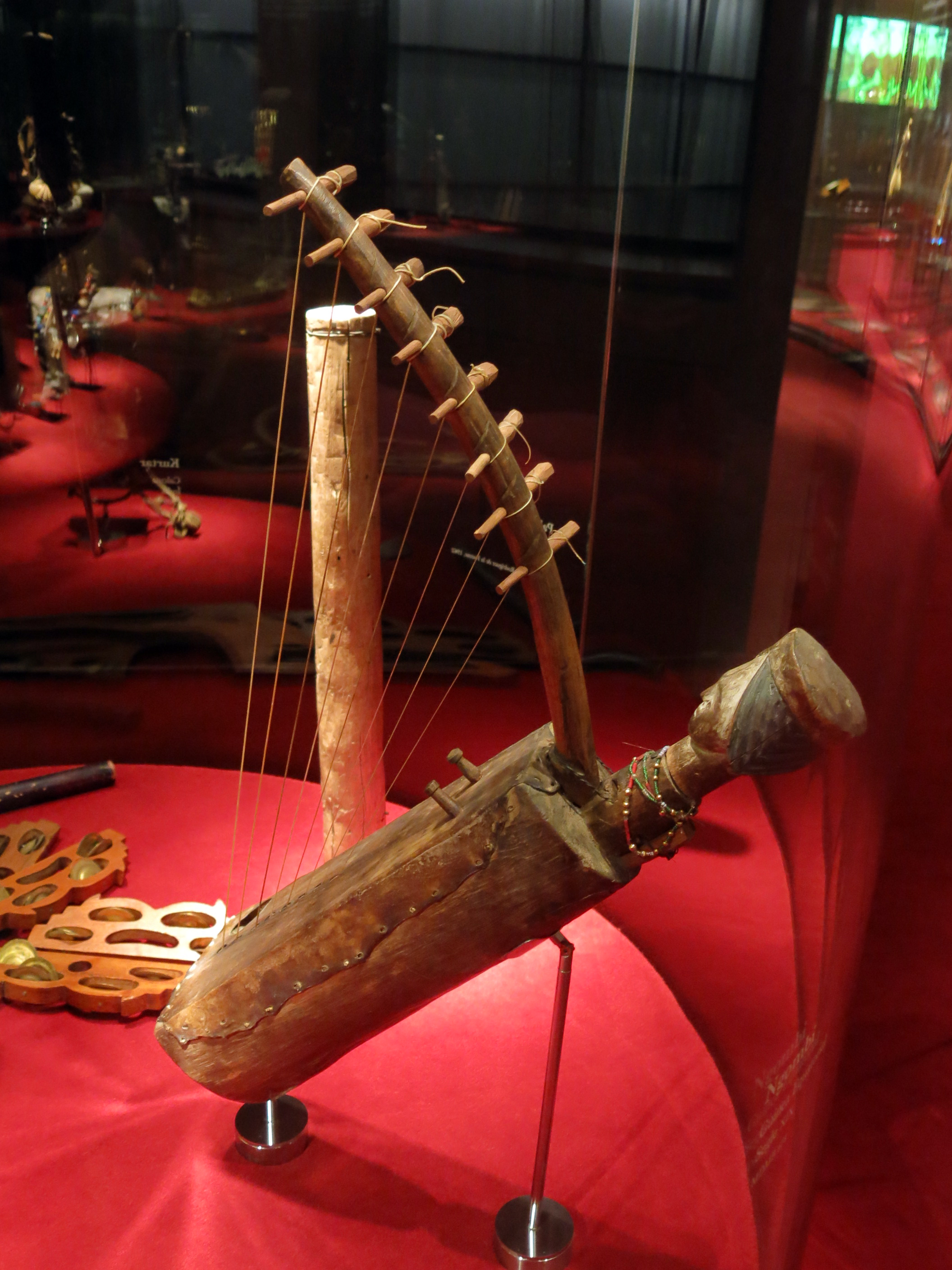
Ngombi de Bwiti (Musée de la Musique à Barcelone).

Les instruments de musique eux aussi sont symboliques :
- Le Ngombi, harpe féminine, évoque les chutes d’eau où vivent les génies
- Le mirliton est la voix de l’Être suprême.
- Le tambour, la voix des ancêtres.
- La tringle sonore représente la colonne vertébrale du premier homme.

### Un artisanat utilitaire et sacré
Les Mitsogho ont développé un artisanat extrêmement riche, à la fois pratique et symbolique. Il comprend :
- La vannerie (paniers, corbeilles, tamis) utilisée au quotidien mais aussi lors des rituels (dot, deuil, initiation).
- Le travail du bois (ustensiles, sièges rituels, sculptures, instruments) toujours porteur de symboles.
- Le tissage du raphia, surtout pour les rituels.
- Les outils de chasse et de pêche (arbalètes, filets, nasses), aujourd’hui parfois devenus symboliques.
- Des objets médicaux et prophylactiques (calebasses, bistouris en bambou, statuettes de guérison).

Même les ustensiles de cuisine (mortier-pilon, couteaux, filtres à huile) sont chargés d’un sens spirituel, comme le mortier qui représente l’utérus et le pilon, le phallus usage soumis à des interdits sexuels.

### Une culture quotidienne enracinée dans la nature
Le lien avec la forêt est central. Les Mitsogho consomment des produits naturels et préparent des mets traditionnels comme :
- Le pô (Nyembwè), (sauce à base de noix de palmes)
- Le Tchaghâ (feuilles de manioc),
- Le Ghetsébé sa pivi (aubergine),
- Le Djidjâ (grenouilles au paquet), et bien d’autres.

Les anciennes maisons étaient ornées de figures féminines sculptées sur les volets pour chasser les mauvais esprits, témoignant d’une esthétique raffinée dès le XVIIIe siècle, avec une maîtrise remarquable des formes et des couleurs (blanc, bleu, vert).

## Répartition géographique
Les Mitsogho sont principalement implantés dans la province de la Ngounié (G4), mais également au nord de la province de la Nyanga (G5). Notamment dans des  villes et villages comme: Fougamou [Ngouassa], Ogoulou (Mimongo), Douya-Onoye (Mouila), Douigny (Moabi), Bilengui, Egoumbi, Sindara. Certaines familles Mitsogho sont fixées depuis plus de trois gènèrations dans les villages de Four-Place 1 et de Pointe-Claire, deux villages de la province de l'Estuaire (G1). 

## Clans Mitsogho
Motoka, Poghéo, Ndjôbè, Ghéongo, Ossembé, Ghazanga, Moghènè, Ghambè, Ghàvemba.

## Patronymes
Mokambo, Mogangue, Massande, Motoka, Mingongué, Mouangue, Moundende, Motombi, Monanga, Mossouma, Mavitsi, Moundoube, Bopenga, Boukandou, Bossonga, Mobouassé...

### Filmographie
- Disoumba : liturgie musicale des mitsogho du Gabon central : scènes de la vie initiatique de la confrérie du Bweté, film documentaire de Pierre Sallée, CNRS Audiovisuel, Meudon, 1969, 51 min